# Сеймур Герш
Сеймур Майрон Герш (англ. Seymour Myron (Sy) Hersh; нар. 8 квітня 1937, Чикаго, США) — американський журналіст та правозахисник.
Вперше став відомим в 1969 році після висвітлення масових вбивств, вчинених американськими військовими в Сонгмі та покривання цих фактів під час війни у В'єтнамі, за що в 1970 році став лауреатом Пулітцерівської премії. В 1970-х Герш висвітлював Вотергейтський скандал для Нью-Йорк таймс і розкрив таємні бомбардування Камбоджі. В 2004 році опублікував інформацію про жорстоке поводження американських військових з іракськими в'язнями у тюремному комплексі «Абу-Грейб». Володар двох престижних нагород «National Magazine Awards» і п'яти премій Джорджа Полка. В 2004 році отримав премію Джорджа Орвелла.
Герш звинувачував адміністрацію Барака Обами у брехні стосовно обставин смерті Осами бен Ладена, а також піддавав сумніву твердження про застосування режимом Башара Асада хімічної зброї проти цивільних під час громадянської війни в Сирії. Обидва твердження викликали широкі дискусії.
Через недостатню кількість доказів та численні посилання на дані «своїх джерел» у матеріалах, Герша критикують в переході від журналістських розслідувань до будування конспірологічних теорій.

## Життєпис
Народився в єврейській сім'ї в Чикаго. Отримав журналістську освіту в Чиказькому університеті.
Вперше став відомим під час війни у В'єтнамі, коли розкрив бійню, влаштовану американськими військовими в громаді Сонгмі, після чого став лауреатом Пулітцерівської премії.
Працював в агентствах ЮПІ і АП, в газеті «Нью-Йорк таймс», в останні роки — оглядачем щотижневика «Нью-Йоркер». З його статей в журналі «Нью-Йоркер» світ вперше дізнався про жорстоке поводження американських військових з іракськими в'язнями у в'язниці «Абу-Грейб».
В травні 2015 року в британському журналі London Review of Books була опублікована стаття Герша, в якій він піддав сумніву офіційну версію влади США стосовно ліквідації Осами бен Ладена.
8 лютого 2023 року Герш випустив статтю, в якій звинуватив владу США в диверсіях на «Північних потоках». У статті зазначається, що президент США Джо Байден зважився на проведення диверсії після понад 9 місяців секретних обговорень із командою національної безпеки. У Білому домі такі чутки назвали брехнею.
Автор декількох публіцистичних книг і документальних фільмів.

## Журналістська кар'єра
Після короткочасної роботи в аптеці Walgreens, Герш розпочав свою кар'єру у 1959 році з семимісячної роботи в City News Bureau of Chicago, спочатку як копібой, а згодом — як кримінальний репортер. У 1960 році він вступив до резерву армії США та три місяці проходив базову підготовку у Форт Лівенворт, штат Канзас. Після повернення до Чикаго в 1961 році Герш заснував Evergreen Dispatch — щотижневу газету, яка проіснувала недовго, для передмістя Евергрин-Парк. У 1962 році він переїхав до Пірра, штат Південна Дакота, щоб працювати кореспондентом United Press International (UPI), висвітлюючи роботу законодавчого органу штату та пишучи серію матеріалів про оглала-лакота.
У 1963 році Герш повернувся до Чикаго, щоб працювати в Associated Press (AP), а в 1965 році його перевели до бюро у Вашингтоні (округ Колумбія) для висвітлення діяльності Пентагону. Під час перебування у Вашингтоні він потоваришував з відомим журналістом-розслідувачем Ай. Ф. Стоуном, чий викривальний бюлетень I. F. Stone's Weekly став для нього джерелом натхнення. Герш почав розвивати власні методи журналістських розслідувань, часто залишаючи регламентовані брифінги у Пентагоні, щоб брати інтерв’ю у високопоставлених офіцерів у їдальнях. У 1966 році він висвітлював наростаючу участь США у війні у В'єтнамі, написавши серію статей про реформу призову, нестачу кваліфікованих пілотів і бомбардування цивільних цілей у Північному В'єтнамі, про які повідомив кореспондент The New York Times Гаррісон Солсбері.
У 1967 році Герш увійшов до складу першого спеціального підрозділу журналістських розслідувань AP. Після того, як його редактори зменшили значення його статті про секретну хімічну та біологічну зброю США, він звільнився і став позаштатним журналістом. У 1967 році він опублікував шість статей у національних журналах (дві в The New Republic, дві в Ramparts і дві в The New York Times Magazine), у яких розповідав про нарощування запасів цієї зброї урядом, співпрацю з університетами та корпораціями, а також про таємне прийняття політики першого удару. Ці дослідження стали основою для його першої книги — Chemical and Biological Warfare: America's Hidden Arsenal (1968), а увага до теми зросла після інциденту в Дагвеї того ж року, коли під час випробування речовини VX на випробувальному полігоні армії США в штаті Юта випадково загинуло понад 6000 овець, що належали місцевим фермерам. Ця подія та розслідування Герша призвели до проведення публічних слухань і міжнародного тиску, що сприяли рішенню адміністрації Ніксона припинити програму біологічної зброї США у 1969 році.
У перші три місяці 1968 року Герш працював прес-секретарем сенатора Юджина Маккарті, кандидата, що виступав проти війни у В'єтнамі, під час його кампанії на попередніх виборах Демократичної партії США 1968 року. Після відставки перед праймеріз у Вісконсині він повернувся до журналістики як вільний репортер, який висвітлював події у В'єтнамі.

### Різанина в Мі Лаї

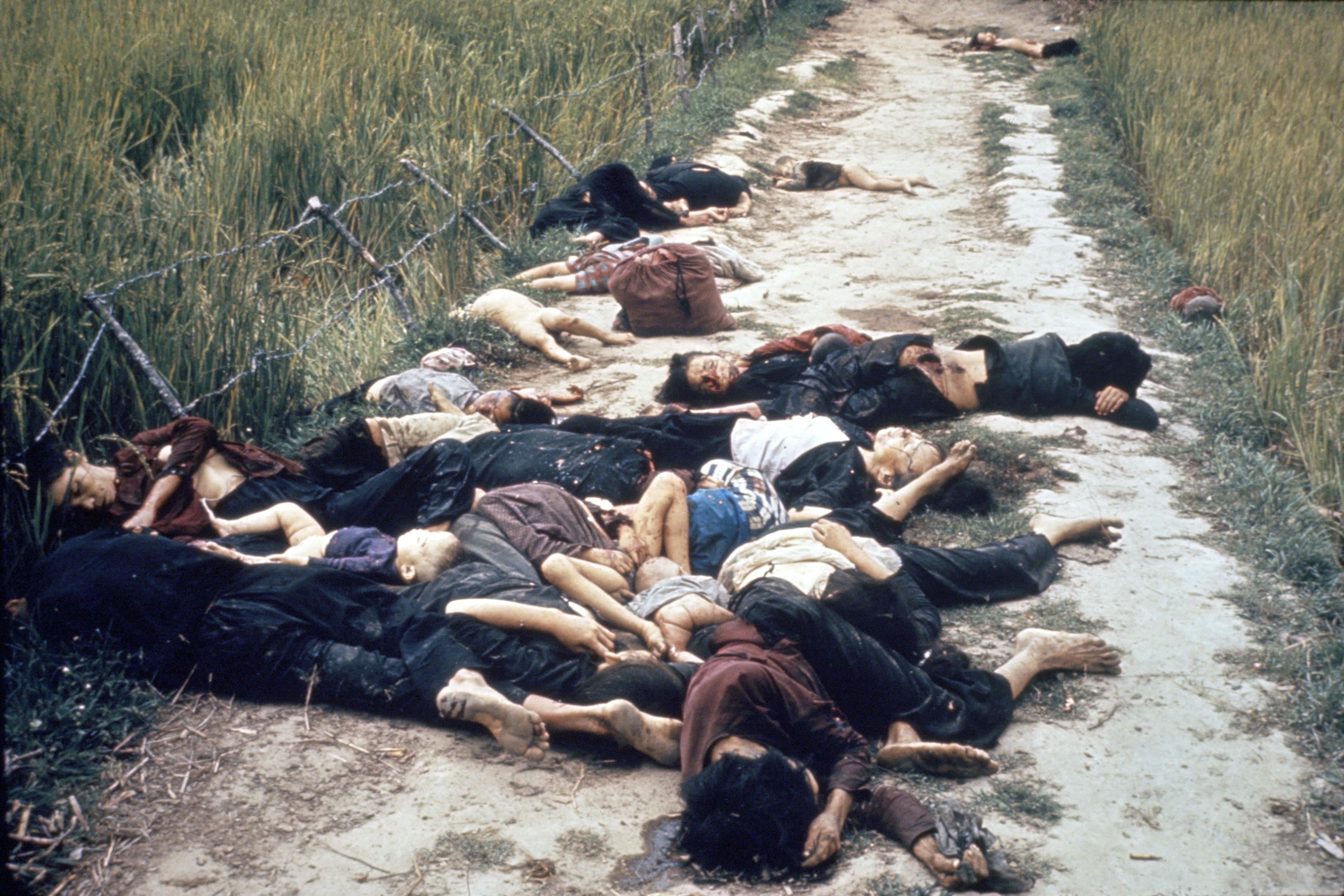
Загиблі мирні жителі після різанини. Фото Рональда Л. Геберле

У 1969 році Герш опублікував репортаж про різанину в Мі Лаї, вбивство від 347 до 504 беззбройних в'єтнамських мирних жителів (переважно жінок, дітей та літніх чоловіків) американськими солдатами у селі 16 березня 1968 року. Першу інформацію про різанину повідомив викривач Рональд Райденгауер, який проводив розслідування під час служби у складі 11-ї піхотної бригади США у Південному В'єтнамі.

## Подальші розслідування

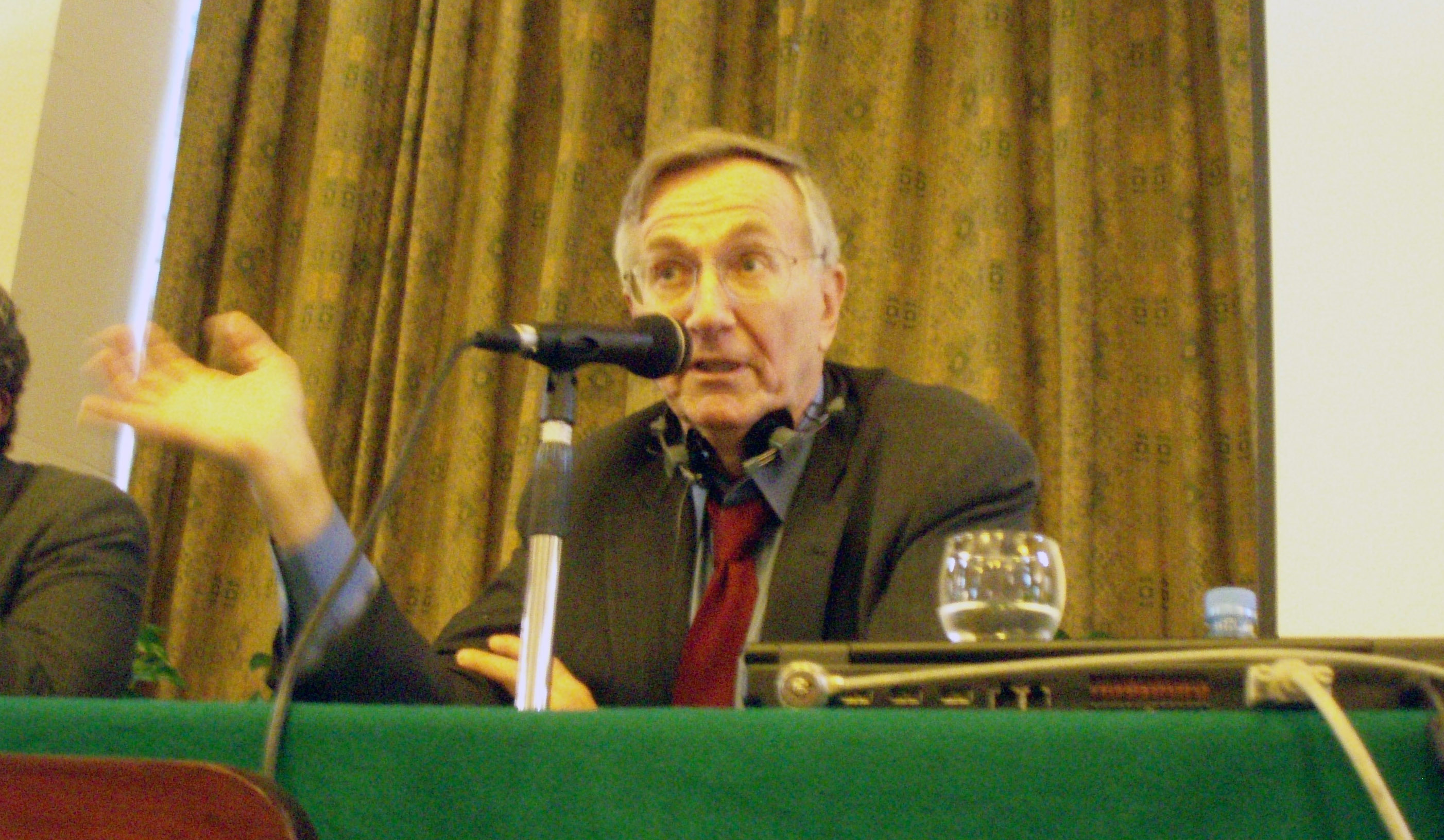
Герш у Каїрі, 2007

Починаючи з 1993 року, Герш став постійним дописувачем журналу The New Yorker, який редагувала Тіна Браун до 1998 року, а згодом — Девід Ремнік. У 1993 році він опублікував статтю, в якій стверджував, що Пакистан розробив ядерну зброю за згодою адміністрацій Рейгана та Буша-старшого, використовуючи обмежені високотехнологічні матеріали, придбані у США.
У травні 2000 року він опублікував у журналі статтю обсягом 25 000 слів під назвою «Overwhelming Force» («Приголомшлива сила»), яка стала найдовшою з 1993 року. У ній докладно описувалася Битва при Румайлі, нібито різанина іракських військових, що відступали або здавалися, здійснена солдатами під командуванням генерала Баррі Маккеффрі на так званій «Дорозі смерті» у фінальні дні війни в Перській затоці (1990–1991). Герш отримав інформацію про цей інцидент, який раніше розслідувала та відхилила армія США, від інших офіцерів, поки досліджував роль Маккеффрі у боротьбі з наркотиками в Колумбії. Він провів шестимісячне розслідування, опитавши 300 людей, зокрема солдатів, які були свідками вбивств, і стверджував, що Маккеффрі обманював керівництво та ігнорував накази про припинення вогню.
У липні 2001 року The New Yorker опублікував розслідування Герша щодо незаконної багатомільярдної бартерної нафтової угоди компанії Mobil між Казахстаном та Іраном у 1990-х роках.
Після терактів 11 вересня 2001 року Герш зосередився на політиці США на Близькому Сході та на діях адміністрації Буша-молодшого в рамках «війни з тероризмом». У The New Yorker він писав про провали американської розвідки перед 11 вересня; про корумпованість саудівської королівської родини та її нібито фінансову підтримку Осами бен Ладена; а також про потенційну нестабільність ядерного арсеналу Пакистану, включно зі статтею, в якій стверджувалося, що Пентагон планує таємну операцію з роззброєння в Пакистані.
Президент Буш заявив пакистанському президенту Первезу Мушаррафу, що Герш — «брехун».
Під час вторгнення США в Афганістан Герш повідомляв, що безпілотник Predator відстежував колону, в якій перебував лідер талібів Мулла Омар, але через затримку в схваленні ракетного удару йому вдалося втекти; що невдала операція спецпризначенців Delta Force по захопленню Омара у Кандагарі завершилася втечею, під час якої було поранено 12 солдатів; а також що авіаційна евакуація пакистанських офіцерів із Кундуза в Афганістані за підтримки США ненавмисно вивезла й бійців «Талібану» та «Аль-Каїди».
Герш пізніше писав про недоліки урядового переслідування Закаріаса Муссауї, про агресивні операції США з ліквідації членів «Аль-Каїди», а також про конфлікт інтересів Річарда Перла, голови дорадчого Комітету з оборонної політики Пентагону, що призвело до його відставки.

### Ірак та Абу-Грейб

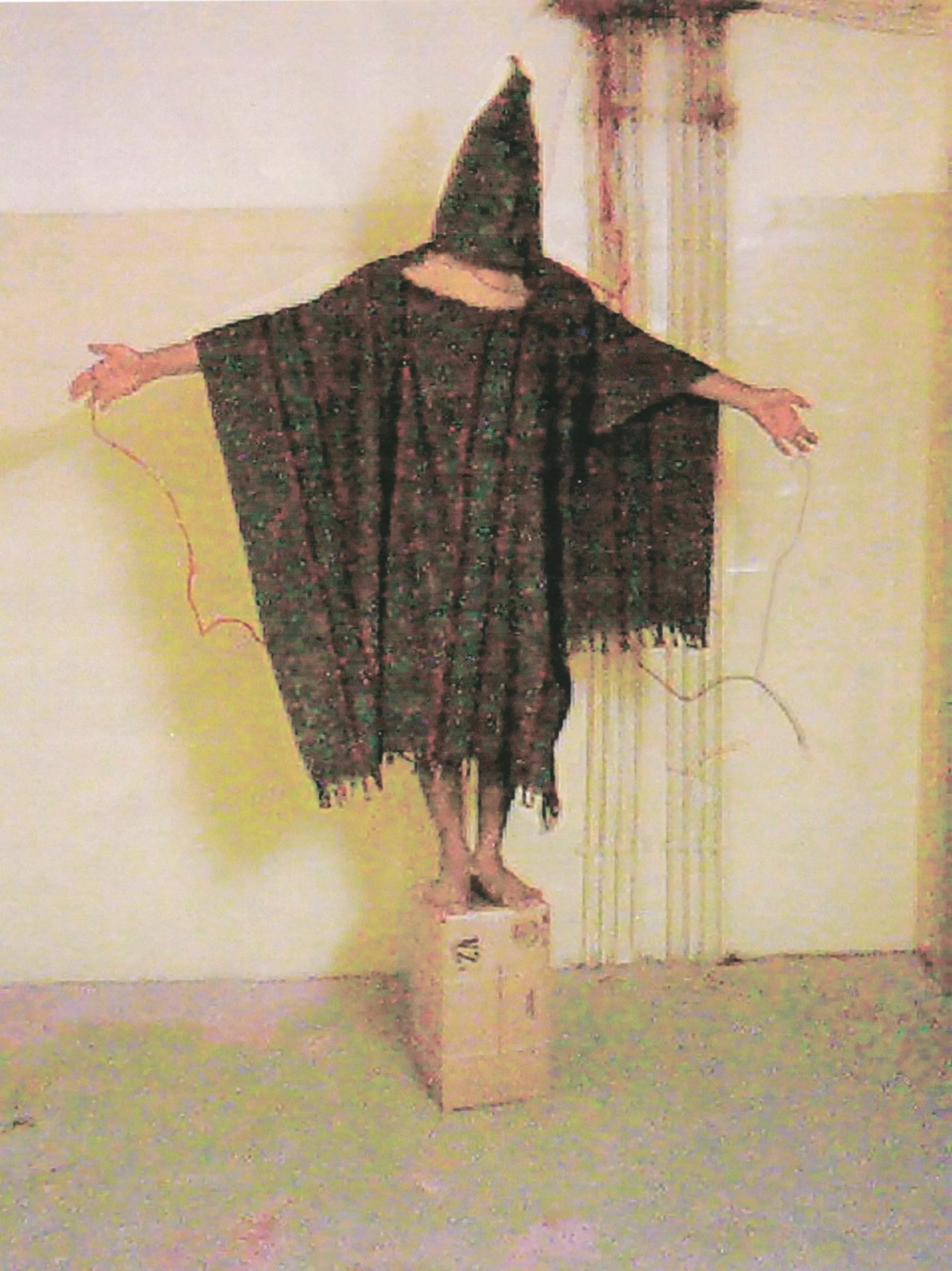
Сумнозвісне фото закутаного іракського в'язня з першої статті Герша про знущання — «Тортури в Абу-Грейбі»

Після вторгнення США в Ірак у 2003 році Герш заперечував хибні твердження адміністрації Буша щодо наявності у Саддама Хусейна зброї масового ураження та його зв'язків із тероризмом, які використовувалися для виправдання вторгнення. Він повідомив, що твердження про нібито постачання Іраку ядерних матеріалів із Нігеру ґрунтувалися на підроблених документах, що Офіс спеціальних планів Пентагону надавав сумнівну розвідінформацію Білому дому про озброєння Іраку, і що адміністрація Буша тиснула на розвідувальні структури з метою порушення правила «трубопроводу», згідно з яким тільки перевірена та підтверджена інформація могла підніматися вгору по ланцюгу командування.
30 квітня 2004 року Герш опублікував першу з трьох статей у журналі The New Yorker, в яких детально описував тортури та знущання над ув’язненими з боку військових США у в’язниці Абу-Грейб поблизу Багдада. Стаття під назвою «Тортури в Абу-Грейбі» супроводжувалась уже всесвітньо відомим фото іракського в’язня, що стоїть на коробці з надітим чорним каптуром на голові, розведеними руками та підключеними електродами. Короткий сюжет із цим фото та іншими був показаний двома днями раніше в телепередачі 60 Minutes II на CBS News — на випередження статті Герша. Він описав ці фото так:
На одному з них рядова [Лінді] Інгленд, з цигаркою в роті, показує піднятий великий палець і вказує на геніталії молодого іракця, який голий, за винятком мішка на голові, і мастурбує. Ще троє іракських в’язнів із капюшонами та без одягу показані із схрещеними руками, що прикривають статеві органи. ... На іншому фото Інгленд обіймає спеціаліста [Чарльза] Ґрейнера; обидва усміхаються та показують «лайк» позаду скупчення з приблизно семи голих іракців, які стоять навпочіпки, звалені один на одного у вигляді піраміди. ... Ще одне фото показує голого, не закутаного чоловіка, який стоїть навколішки ... позуючи так, ніби виконує оральний секс на іншому голому в'язні з каптуром на голові.
Герш отримав секретний 53-сторінковий звіт внутрішнього розслідування Армії США під керівництвом генерала Антоніо Тагуба, який було подано 3 березня. У звіті детально описувалися нові випадки знущань, зокрема обливання оголених в’язнів холодною водою та рідиною зі зламаних хімічних світлових паличок, побиття палицею та стільцем, погрози зґвалтуванням, дозвіл охоронцям самостійно зашивати рани, нанесення травм за допомогою хімічної палички та палиці, а також використання військових собак для залякування. У статті також стверджувалося, що за знущаннями стояли групи військової розвідки, до складу яких входили співробітники ЦРУ та «фахівці з допитів» з приватних підрядних організацій.
У двох статтях, опублікованих у травні 2004 року під назвами «Chain of Command» («Ланцюг командування») та «The Gray Zone» («Сіра зона»), Герш стверджував, що знущання були наслідком діяльності секретної програми з обмеженим доступом (SAP), санкціонованої міністром оборони Дональдом Рамсфелдом під час вторгнення в Афганістан у 2001 році. Ця програма надавала широкі повноваження на вбивства, викрадення та допити «цінних цілей» у Гуантанамо та секретних в’язницях ЦРУ. Герш писав, що у 2003 році цю програму було поширено на військові тюрми Іраку для збору розвідданих щодо зростаючого повстанського руху, а Рамсфелд та заступник міністра оборони з питань розвідки Стівен Камбон також розширили використання фізичного примусу та сексуального приниження — під кодовою назвою «Copper Green».
У рідкісній заяві у відповідь на ці звинувачення речник Пентагону Лоренс Ді Ріта назвав їх «фантастичними, змовницькими, наповненими помилками й анонімними припущеннями» та заявив, що вони відображають «розбурхані уявлення осіб, які мають мало або взагалі не мають стосунку до діяльності Міністерства оборони». Він додав: «Цими хибними твердженнями журнал та журналіст зробили себе частиною історії».
У міру розгортання скандалу та зростання закликів до відставки Рамсфелда, він запропонував залишити посаду, але президент Буш відхилив цю пропозицію. Згодом інші журналісти оприлюднили меморандуми про тортури, у яких Міністерство юстиції США давало рекомендації Пентагону та ЦРУ щодо законності застосування так званих «розширених методів допиту».
Як і після репортажів Герша про різанину в Мі Лаї, ці публікації привернули широку національну та міжнародну увагу. Він здобув низку нагород, включаючи свою п’яту премію Джорджа Полка. Збірка його післявересневих розслідувань для журналу The New Yorker вийшла друком пізніше у 2004 році під назвою *Chain of Command: The Road from 9/11 to Abu Ghraib*.
У липні 2005 року у своїй статті Герш стверджував, що США таємно втручалися на користь Айяда Алаві під час парламентських виборів в Іраку у січні 2005 року в рамках «неофіційної» кампанії, яку проводили відставні співробітники ЦРУ та недержавні особи, використовуючи кошти, «не обов’язково» затверджені Конгресом.

### Іран
У січні 2005 року Герш опублікував у журналі The New Yorker статтю під назвою «The Coming Wars» («Майбутні війни»), у якій писав, що наступною ціллю США на Близькому Сході буде Іран. Він стверджував, що з середини 2004 року в країну проникали розвідувальні підрозділи США, включаючи командос, з метою збору інформації про ядерні, хімічні об'єкти та ракетні установки.
У квітні 2006 року у статті під назвою «The Iran Plans» («Плани щодо Ірану») Герш стверджував, що адміністрація Буша прискорює військове планування нападу на Іран, а Пентагон представив Білому дому варіант використання ядерних бункерних бомб проти підземних об'єктів зі збагачення урану. Він також писав, що Об'єднаний комітет начальників штабів згодом виступив проти цього варіанту, проте зустрів спротив з боку чиновників Білого дому. У статті також зазначалося, що американські війська проникають на територію Ірану, щоб налагодити контакт з антиурядовими національними меншинами, а також що палубна авіація здійснює тренувальні польоти, що імітують ядерне бомбардування.
Протягом наступних двох років Герш опублікував ще кілька матеріалів на цю тему, зокрема статтю у липні 2006 року про те, як старші командири виступають проти плану Буша щодо масштабного бомбардування, статті в листопаді 2006 та березні 2007 року про переорієнтацію плану на цілі в Ірані, що підтримують іракських бойовиків, а також статтю в жовтні 2007 року про заплановані «хірургічні» удари по тренувальних таборах іранських сил «Аль-Кудс» і їх складах.
У серпні 2006 року у своїй статті Герш стверджував, що США брали участь у плануванні атак Ізраїлю на Хезболлу під час Другої ліванської війни 2006 року, які мали слугувати «прелюдією» до бомбардування Ірану США.
У березневій статті 2007 року під назвою «The Redirection» («Зміна напрямку») він стверджував, що США та Саудівська Аравія таємно підтримують екстремістські групи сунітів для протидії впливу шиїтського Ірану та Сирії. Також зазначалося, що ліванський уряд Фуада Сіньйори використовував підтримку США для постачання зброї бойовим угрупованням Озбат аль-Ансар та Фатх аль-Іслам у палестинських таборах біженців, щоб створити противагу шиїтській Хезболлі. У травні 2007 року Ліван розпочав наступ проти Фатх аль-Іслам, звинувативши його у зв’язках із сирійським урядом, що призвело до серйозного внутрішнього конфлікту.
У статті від червня 2008 року під назвою «Підготовка поля бою» Герш стверджував, що Конгрес таємно виділив 400 мільйонів доларів на суттєве розширення таємних операцій проти Ірану наприкінці 2007 року за запитом президента Буша. Цей запит нібито «зосереджувався на підриві ядерних амбіцій Ірану та намаганні підірвати уряд через зміна режиму», а також включав нові дії, такі як фінансування опозиційних груп на півдні та сході країни. У статті також стверджувалося, що віцепрезидент Дік Чейні, після інциденту у січні 2008 року у Ормузькій протоці, коли військовий корабель США майже відкрив вогонь по іранських човнах, провів нараду щодо створення каузи беллі для війни; Герш пізніше в інтерв'ю розповів, що однією з обговорюваних і відкинутих опцій була операція під чужим прапором із залученням морських котиків США, які мали видавати себе за іранські патрулі і почати вогонь по американських кораблях. Герш згодом почав писати книгу про Чейні у 2011 році, над якою працював чотири роки, але залишив через жорсткі заходи проти витоків інформації, натомість написавши у 2018 мемуари Reporter.
У статті від травня 2011 року під назвою «Іран і бомба» Герш стверджував, що у США немає переконливих доказів того, що Іран розробляє ядерну зброю, посилаючись на досі засекречену Національну розвідувальну оцінку, підготовлену Національною радою розвідки раніше того року. Публічно опублікований виклад оцінки 2007 року дійшов висновку «з високою впевненістю», що Іран припинив свою програму зброї наприкінці 2003 року після вторгнення в Ірак; Герш стверджував, що оцінка 2011 року виявила, що ця програма була спрямована на Ірак (який, на думку Ірану, розробляв ядерну зброю), а не на Ізраїль чи США, і що жодні нові докази не змінили оцінку 2007 року, незважаючи на розширене таємне спостереження. У листопаді 2011 року, після публікації звіту Міжнародного агентства з атомної енергії (МАГАТЕ) щодо можливих військових аспектів ядерної програми Ірану, Герш поставив під сумнів новизну або революційність висновків, стверджуючи, що досі «немає остаточних доказів» програми зі зброї, і назвав звіт «політичним документом» в інтерв'ю.
У статті від квітня 2012 року Герш стверджував, що США тренували членів іранської опозиційної групи Моджахедини-ехалі (МЕК), включеної до списку «іноземних терористичних організацій» Держдепартаментом, на базі у штаті Невада з 2005 по 2007 роки, а також надавали розвіддані для її вбивств ядерних вчених.

### Сирія та хімічні атаки
На початку війни в Іраку 2003 року Херш поїхав до Дамаску в Сирії та взяв інтерв'ю у президента Башар Асад, якого пізніше опитував ще кілька разів, востаннє на початку 2010 року; також він брав інтерв'ю у Хассан Насралла, лідера Хезболла. У лютому 2008 року стаття Херша ставила під сумнів ізраїльські та американські заяви про те, що сирійський об'єкт, бомбардуваний Ізраїлем у вересні 2007 року, був недобудованим ядерним реактором; однак пізніший звіт МАГАТЕ 2011 року виявив, що «дуже ймовірно», що це був секретний реактор. У квітні 2009 року Херш у статті, посилаючись на переписку з Асадом по електронній пошті, припустив, що Сирія прагнула миру з Ізраїлем щодо Голанські висоти, а також вести переговори зі США про виведення американських військ з Іраку та підтримку Сирією Хамасу і Хезболли. Херш зробив висновок, що Адміністрація Обами мала шанс на дипломатію із Сирією та, можливо, Іраном.
8 грудня 2013 року стаття Херша під назвою «Чий сарин?» у журналі London Review of Books (LRB) заявила, що адміністрація Обами "вибірково відбирала розвіддані" щодо саранової атаки 21 серпня 2013 року в Гуті під час сирійської громадянської війни, внаслідок якої загинуло сотні цивільних, щоб приписати атаку уряду Асада і виправдати військовий удар. Стаття, яку відмовилися публікувати у The New Yorker та The Washington Post, стверджувала, що американська розвідка вже в червні 2013 року виявила, що Ан-Нусра, підрозділ Аль-Каїда і частина сирійської опозиції, також могла виробляти і застосовувати сарин. У статті посилаються на експерта з боєприпасів Теодор Постол, який оцінив, що ракети, використані в атаці, були саморобними, а їхня приблизна дальність 2 кілометри (1,2 миля) була несумісна з передбачуваною траєкторією польоту з бази Армія Сирії 9 кілометрів (5,6 миля) від місця атаки.
У другій статті, опублікованій у London Review of Books у квітні 2014 року під назвою «Червона лінія і лінія щурів» (The Red Line and the Rat Line), Херш стверджував, що атаку здійснила «Аль-Нусра» за допомогою турецького уряду Реджеп Тайїп Ердоган у рамках операції під чужим прапором, метою якої було втягнути США у війну проти Асада. У статті описується нібито організована ЦРУ та британською розвідкою MI6 за фінансування Саудівської Аравії та Катару операція зі постачання зброї сирійським повстанцям із Лівії через південну Туреччину в період з початку 2012 року до вересня 2012 року, коли було атаковано консульство США та ЦРУ в Бенгазі. Херш також стверджував, що турецька Національна розвідувальна організація Туреччини та жандармерія навчали «Аль-Нусру» виробництву і застосуванню зарину, а запланований удар США було відмінено після того, як британська розвідка встановила, що зразки зарину з Гути не збігаються з партіями зі сирійського арсеналу.
Звіт розслідування ООН дійшов висновку, що в Гуті було застосовано зарин, але відповідальність за атаку не була визначена. Блогер Еліот Хіггінс та експерт із хімічної зброї Ден Кашзета поставили під сумнів деякі твердження статті за допомогою даних відкритих джерел, зазначивши, що «саморобні» ракети використовувалися сирійською армією вже в листопаді 2012 року, а лінії фронту в день атаки були лише за 2 кілометри (1,2 миля) від місць ураження, що відповідало оцінкам Постола. Вони також поставили під сумнів причетність «Аль-Нусри», вказуючи на складність і високу вартість виробництва зарину, а також наявність гексаміну у зразках із Гути — добавки, яку Сирія пізніше заявила частиною своєї хімічної програми.
У статті у London Review of Books за грудень 2015 року під назвою «Військові до військових» (Military to Military) Херш стверджував, що Об'єднаний комітет начальників штабів, дізнавшись до середини 2013 року про допомогу Туреччини «Аль-Нусрі» та «Ісламській державі» (ІДІЛ) і про те, що помірковані повстанці вже не були ефективними, саботував підтримку Обамою повстанців, передаючи розвіддані США військовим Німеччини, Росії та Ізраїлю з розумінням, що ті передадуть їх Асаду. В обмін на цю підтримку, спрямовану на боротьбу з ІДІЛ, Херш стверджував, що Об'єднаний комітет вимагав, щоб Асад «стримував» Хезболла від нападів на Ізраїль, відновив переговори з Ізраїлем щодо Голанських висот, погодився прийняти російських радників і провів вибори після війни. Цей нібито союз припинився у вересні 2015 року після виходу у відставку його архітектора, голови Об'єднаного комітету генерал-лейтенанта Мартін Демпсі. Макс Фішер з Vox критикував цю версію, посилаючись на повідомлення про те, що Сирія та Росія в основному бомбили анти-ІДІЛівських повстанців, а не ІДІЛ, а також на активну публічну підтримку Демпсі ідеї надсилання більшої кількості зброї повстанцям, через що у нього були розбіжності з Обамою.
25 червня 2017 року німецька газета Die Welt опублікувала статтю Херша «Червона лінія Трампа», яку відхилив журнал LRB. У статті стверджувалося, що авіаудар сирійських ВПС 4 квітня 2017 року в Хан-Шейхуна не був атакою з використанням зарину, а звичайним бомбардуванням за участю російської розвідки, під час якого було атаковано регіональний штаб у будівлі з підвалом, де зберігалися "добрива, дезінфікуючі засоби та інші речовини", що створило "ефекти, схожі на дію зарину". Також у статті йшлося, що ракетний удар по аеродрому Шайрат 7 квітня 2017 року, наказаний президентом Трампом, було здійснено, незважаючи на підтвердження розвідкою США про звичайне бомбардування. Гіггінс знову критично відгукнувся про твердження Херша, пишучи для Bellingcat, що вони суперечать описам сирійської та російської сторін цілі та супутниковим знімкам місць ураження, а також виявленню зарину та гексаміну у зразках, зібраних ОЗХЗ. Пізніше розслідування спільної групи ООН-ОЗХЗ дійшло висновку, що атака була здійснена сирійськими ВПС із застосуванням зарину.

### Вбивство Усами бін Ладена
У вересні 2013 року Херш заявив, що офіційна версія США про рейд 2 травня 2011 року в Абботтабад, Пакистан, у результаті якого було вбито Усаму бін Ладена, є "однією великою брехнею, жодне слово не є правдою". Він стверджував, що і адміністрація Обами, і Пакистан брехали про цю подію, а американські ЗМІ не наважувалися ставити під сумнів адміністрацію, сказавши: "Це жалюгідно, вони надто покірні, вони бояться чіпати цього хлопця [Обаму]". Херш пізніше розповів, що його джерела сказали йому, що офіційна версія була неправдою за кілька днів після рейду, але журнал The New Yorker відхилив його матеріали.
10 травня 2015 року у London Review of Books було опубліковано 10-тисячне слово статті Сеймура Херша з альтернативним викладом операції, під назвою «Вбивство Усами бін Ладена». Офіційна версія стверджувала, що бін Ладен був виявлений через допити затриманих та спостереження за його кур'єром, що Пакистан не був поінформований про операцію, а вбивство відбулося лише після того, як він відмовився здатися. Херш же повідомив, що бін Ладен з 2006 року утримувався у полоні пакистанською розвідкою Inter-Services Intelligence (ISI), що його місцезнаходження у 2010 році розкрив колишній офіцер пакистанської розвідки ЦРУ, що високопоставлені пакистанські військові знали про операцію, а бін Ладен був убитий цілеспрямовано. Стаття стверджувала, що Пакистан утримував бін Ладена за фінансової підтримки Саудівської Аравії як важіль впливу на Аль-Каїда, і що він був переданий США в обмін на збільшення військової допомоги та "більшу свободу дій в Афганістані". Далі стверджувалось, що ДНК бін Ладена було зібрано не Шакіл Афріді під час підробленої вакцинації від ЦРУ, а лікарем пакистанської армії; що морські котики не стикались із опором у комплексі і були супроводжені офіцером ISI; що тіло бін Ладена було розірвано вогнем із гвинтівок, а частини тіла викинули над горами Гіндукуш під час польоту назад до Джалалабад, замість поховання в морі. Книга, що збирала статтю та матеріали Херша про Сирію для цього журналу, The Killing of Osama bin Laden, була опублікована у 2016 році.
Стаття Херша зазнала жорсткої критики від інших журналістів. Схожий сюжет вже описувався у маловідомому дописі блогерки з національної безпеки R.J. Hillhouse у серпні 2011 року, яка назвала статтю Херша «плагіатом або непримітною», хоча припустила, що вони використовували різні джерела; Херш спростував знайомство з її роботою. Макс Фішер з Vox звинуватив статтю Херша у «внутрішніх суперечностях» та «тривожних невідповідностях», зокрема сумніваючись у секретній угоді між США і Пакистаном, оскільки військова допомога США зменшилася, а відносини погіршилися у наступні роки. Пітер Берген з CNN, який відвідав комплекс після рейду, спростував твердження про те, що єдині постріли пролунали під час вбивства бін Ладена, зазначивши, що бачив докази тривалого бою. Обидва журналісти, а також Джек Шафер у Politico та Джеймс Кірчік у Slate, критикували джерела Херша: неназваний "високопоставлений [США] колишній співробітник розвідки", "двоє давніх консультантів Командування спеціальних операцій США" та відставний пакистанський генерал Асад Дуррані, який очолював ISI з 1990 по 1992 роки, а Фішер писав, що це "занадто мало доказів для історії, яка звинувачує сотні людей у трьох урядах у масштабному міжнародному обмані, що триває роками". Фішер також ставив під сумнів, чому Пакистан наполягав на складному рейді замість простіших і менш ризикованих методів, запитуючи, чому бін Ладен не був убитий і його тіло не передали, або вбили під час постановочного удару безпілотника США. У статті Херша стверджувалось, що початковою легендою для операції мала бути атака безпілотником, але після аварії і знищення одного з вертольотів Black Hawk це стало неможливим приховати.
Деякі деталі у статті Гершa були підтверджені Карлотта Гал з The New York Times, яка повідомила, що раніше їй розповіли «високопосадовець» з ІСІ (Інтер-Сервіс Інтеліджанс, розвідка Пакистану), що Пакистан приховував бін Ладена, а бригадний генерал ІСІ повідомив ЦРУ про його місцеперебування; NBC News також підтвердили заяву відставного офіцера ІСІ, який передав інформацію ЦРУ. Пакистанські ЗМІ припустили, що інформатором був бригадний генерал Усман Халід, який помер у 2014 році. У статті в Columbia Journalism Review Тревор Тімм, виконавчий директор Freedom of the Press Foundation, похвалив статтю Алі Воткінс з The Huffington Post як одну з небагатьох, яка вказала, що розвиток подій із інформатором дискредитує твердження ЦРУ про те, що тортури ув’язнених розкрили особу кур'єра бін Ладена, що раніше оскаржувалося у звітi грудня 2014 року Комітету Сенату США з розвідки.

### Газопровід Nord Stream і Україна
8 лютого 2023 року в інформаційному бюлетені під назвою «Як Америка зруйнувала газопровід Nord Stream» Герш стверджував, що 26 вересня 2022 року був здійснений саботаж газопроводів Nord Stream 1 і 2, які постачали природний газ із Росії до Німеччини через Балтійське море, і це була секретна операція ЦРУ за наказом президента Джо Байден, у співпраці з Норвегією. У самостійно опублікованому матеріалі, який базувався на анонімному джерелі з «прямим знанням планування операції», стверджувалося, що водолази ВМС США, які працювали з норвезького судна і використовували навчання НАТО BALTOPS 22 у червні 2022 року як прикриття, встановили вибухівку типу C-4, яка пізніше була дистанційно підірвана за допомогою сонарний буй, скинутого з норвезького літака. Мотивом називали зменшення російського економічного впливу в Європі та припинення основного джерела державних доходів; Nord Stream 2 тоді ще не був введений в експлуатацію, але мав подвоїти постачання газу Nord Stream 1. Герш цитував заяви Байдена та його зовнішньополітичної команди проти газопроводу, зокрема попередження Байдена у лютому 2022 року, перед російським вторгненням в Україну, що: «Якщо Росія вторгнеться... Nord Stream 2 більше не існуватиме. Ми покладемо цьому край.»
На момент публікації звіту Гершем особа, відповідальна за атаку, внаслідок якої три з чотирьох гілок газопроводу стали непридатними, залишалася невідомою. Західні країни офіційно не звинувачували Росію, хоча деякі посадовці натякали на її причетність; Німеччина, Данія та Швеція розпочали власні розслідування інциденту. Росія звинуватила Королівський військово-морський флот Великої Британії, а згодом — США, і поставила під сумнів думку, що вона могла знищити газопровід, у якому мала значну частку через Газпром.
Келлі Влахос, старша радниця Інститут Квінсі з відповідальної зовнішньої політики, назвала реакцію основних американських ЗМІ на публікацію Герша «повним замовчуванням» і зазначила, що його розслідування «мало б відкрити шлюзи для журналістського розслідування». Публікація привернула значну увагу в незалежних ЗМІ та провідних медіа Європи, зокрема в Німеччині; Бундестаг провів перші дебати щодо вибухів 10 лютого, під час яких депутати від AfD і Die Linke згадували Герша та закликали уряд оприлюднити результати розслідування, яке, за його словами, залишиться таємним. У Росії звіт Герша підхопили державні медіа RT та ТАСС. На засіданні Ради Безпеки ООН 21 лютого представник Росії Небензя Василь Олексійович згадав Герша й закликав провести незалежне розслідування під егідою ООН.
Деякі твердження з публікації піддали критиці автори, що використовують OSINT. Блогер Олівер Александер спростував твердження про те, що американські водолази діяли з норвезького мінотральщика класу «Альта», зазначивши, що кораблі цього класу не брали участі в BALTOPS 22. Він зазначив участь судна Hinnøy з аналогічного класу «Оксой», але AIS-дані свідчать, що воно проходило за кілька кілометрів від місця вибухів і не сповільнювалося. Він також зазначив, що ADS-B-записи не підтверджують «звичайний політ» норвезького P-8 Poseidon перед вибухами, і поставив під сумнів твердження про співпрацю Генсека НАТО Єнса Столтенберга з американською розвідкою ще з часів війни у В'єтнамі, оскільки у 1975 році йому було лише 16 років. Герш відповів, що відкриті навігаційні дані могли бути сфальсифіковані шляхом спуфінгу або відключення транспондерів. Згодом Александер написав, що супутникові знімки підтвердили рух Hinnøy у шести місцях, що збігаються з AIS-даними.
У березні 2023 року The New York Times повідомила, що нові розвіддані свідчать про причетність «проукраїнської групи» до атаки, а німецьке видання Die Zeit повідомило, що німецька поліція встановила: вибухи були здійснені шістьма особами невстановленого громадянства з яхти, орендованої компанією з Польщі, що належить українцю. У другій публікації Герш стверджував, що ця версія — підставна операція, вигадана ЦРУ і передана американським і німецьким ЗМІ.
У жовтні 2024 року швейцарська газета Die Weltwoche опублікувала статтю на основі інтерв'ю, яке данська Politiken взяла у гавань-майстра з острова Крістіансо з нагоди другої річниці саботажу газопроводів «Північний потік». Хоча данський гавань-майстер відкинув численні звинувачення у саботажі як теорії змови, швейцарська газета процитувала його слова про те, що за кілька днів до вибухів він виходив у море до флоту кораблів ВМС США, які були помічені поблизу місця саботажу з вимкненими транспондерами, і що цей флот попросив його розвернутися. Газета також зазначила, що корабель USS Kearsarge трьома місяцями раніше брав участь у навчаннях BALTOPS 2022, під час яких використовувалися безпілотні підводні апарати, придатні для розмінування та інших підводних операцій, і що такі судна потенційно могли транспортувати вибухівку, здатну підірвати газопроводи «Північний потік». Швейцарське видання заявило, що нова інформація ставить під сумнів припущення про відповідальність української групи за саботаж і що розслідування тривають.
У квітні 2023 року у своїй статті Герш стверджував, що представники українського уряду Володимира Зеленського привласнили щонайменше 400 мільйонів доларів допомоги США, призначеної для закупівлі дизельного пального, купуючи пальне зі знижкою в Росії, посилаючись на нібито аналітичний звіт, підготовлений ЦРУ.

## Критика
Критики описують Герша як прихильника конспірологічних теорій. Зокрема його критикували за те, що він заперечує офіційну інформацію про вбивство Осами бен Ладена та ставить під сумнів твердження про застосування сирійським урядом хімічної зброї проти сирійських мирних жителів.
У 2015 році журналіст Макс Фішер з Vox написав, що «Герш, здається, дедалі більше збивається з колії. Його історії, які часто стверджують про масштабні тіньові змови, містять вражаючі — і часто внутрішньо непослідовні — звинувачення, що базуються на недостатніх доказах або взагалі не мають жодних доказів за винятком декількох анонімних „офіційних осіб“».
У квітні 2023 року Сеймур Герш звинувачував Україну у крадіжці «лише за один рік» $400 мільйонів, призначених для оплати дизельного пального. У вересні цього самого року Герш звинуватив президента України в зацікавленості у продовженні війни та небажанні мирних перемовин, чому нібито потурає президент Джо Байден. 2 лютого 2024 року журналіст пояснював бажання президента Зеленського звільнити Головнокомандувача Залужного його «секретними перемовинами» про припинення вогню.
Герш зазвичай підкріплює свої версії посиланнями на неназвані «джерела», «експертів» та «аналітиків ЦРУ». Його матеріали активно передруковують такі російські пропагандистські видання як TASS, Russia Today і Sputnik.

## Використання анонімних джерел
Журналістські розслідування Герша добре відомі широким використанням анонімних джерел, які його біограф Роберт Міральді описав як його «візитну картку». Працюючи кореспондентом Пентагону для AP, він встановив багато анонімних контактів серед високопосадовців і керівників середньої ланки, що призвело до того, що деякі посадовці Пентагону висміювали його за те, що він «порушував кожне правило бюрократичної журналістики». Його колега з AP Річард Пайл згодом зауважив, що «дехто був роздратований тим, що в його матеріалах було мало або зовсім не було імен». Статті Герша про Вотергейтський скандал, подібно до публікацій Боба Вудворда та Карла Бернстайна, широко ґрунтувались на неназваних джерелах, зокрема у Білому домі, Міністерстві юстиції та Конгресі США. Редактор Герша в The New York Times А. М. Розенталь застерігав його припинити практику «приписування довгих, яскравих, негативно забарвлених цитат анонімним чиновникам». Після публікації матеріалів Герша про участь ЦРУ в перевороті в Чилі 1973 року, здебільшого на основі анонімних джерел у ЦРУ, Розенталь похвалив його роботу, але знову попередив про обережність із джерелами: «Ми зобов’язані бути надзвичайно уважними, стриманими та виваженими. Їхнє використання в найкращому випадку бентежить читача, а в найгіршому — ставить під сумнів достовірність історії».
Консервативні критики Герша часто звинувачували його в лівій політичній упередженості у висвітленні різанини в Мі Лаї та інших темах. Герш відповідав: «Я не отримую свої історії від милих стареньких ліваків чи „вейзерменів“... Я отримую їх від старої доброї конституціоналістської гвардії. Я давно зрозумів, що не можна судити людей за їх політичними переконаннями. Основне — чи мають вони порядність». Генрі Кіссінджер, коментуючи книгу Герша 1983 року The Price of Power, звинуватив його у «висновках, нашарованих на припущення, третьорозрядних чутках, поданих як факти, самообслуговуючих версіях ображених опонентів, піднесених до рівня істини, і „враженнях“ людей, кілька разів віддалених від подій». Книга Герша 1986 року The Target Is Destroyed також вирізнялась широким використанням анонімних джерел; сам Герш визнав: «Це книга, ключові твердження якої базуються на неназваних джерелах... загадкових "урядовцях" і "аналітиках розвідки"». Його книга 1991 року The Samson Option була схожою; журналіст Стівен Емерсон у рецензії писав, що вона спирається лише на репутацію Герша: «Якби її написав хтось інший, вона б ніколи не побачила світ». Книга Герша 1997 року The Dark Side of Camelot містила дуже мало анонімних джерел, але через скандал із підробленими документами про Кеннеді та сумнівні твердження, зазнала широкої критики в ЗМІ. Біограф Кеннеді Артур М. Шлезінгер-молодший назвав його «найдовірливішим журналістом-розслідувачем, мабуть, в історії Америки».
Статті Герша для журналу The New Yorker, як і його попередні публікації у The New York Times за редакторства Розенталя, проходили перевірку активним редактором (Девідом Ремніком) та командою фактчекерів. У інтерв’ю 2003 року для Columbia Journalism Review Ремнік зазначив, що йому відомі всі джерела Герша: «Я знаю кожне джерело, що згадується у його матеріалах… Кожного "відставного розвідника", кожного генерала, який міг знати, і всі ці вирази, які з необхідності доводиться використовувати. Я питаю: "Хто це? Який його інтерес?" І ми все обговорюємо». Репортажі Герша про Близький Схід після подій 11 вересня знову зазнали критики через використання анонімних джерел. Журналіст Амір Тахері у рецензії на книгу Герша 2004 року Chain of Command написав: «Герш використовує метод середньовічних схоластів: спочатку обираєш віру, а потім шукаєш докази... За моїми підрахунками, Герш має анонімні джерела у 30 іноземних урядах і майже в кожному департаменті уряду США». Ремнік захищав Герша, стверджуючи, що використання неназваних джерел є необхідним у розслідувальній журналістиці про розвідку через ризики, яким піддаються джерела — звільнення або судове переслідування. Сам Герш казав про свої матеріали щодо "війни з тероризмом", що: «[Є]диний спосіб оцінити мої статті — це сказати, що я пишу альтернативну історію війни. І питання в тому: чи в основному вона правильна? І я вважаю, що переважно — так». Журналіст Вільям Аркін, який працював з Гершем у 1990-х роках, відповідаючи на критику помилок Герша, зазначив: «Він може помилитися в кожному факті, але суть історії залишиться правильною».
Робота Герша поза межами журналу The New Yorker зазнавала критики за ймовірно менший рівень редакційного контролю та перевірки фактів. Сам Герш стверджував, що його статтю 2013 року про хімічну атаку в Гуті не опублікували у London Review of Books (LRB), оскільки, за словами Герша, "[Ремнік] вважав, що вона недостатньо сильна". У 2015 році він заявив, що LRB використовував колишнього фактчекера з The New Yorker для перевірки його статті про вбивство Осами бін Ладена. Журналіст Джеймс Кірчик розкритикував пізніші матеріали Герша за некритичне використання інформації, отриманої від «диваків», яких, на його думку, приваблює подібний «конспіративний» світогляд Герша, в якому «темні, тіньові» сили керують світом. Герш відповів: «Немає жодного сенсу просто повторювати заяви урядових агентств і офіційних речників… Це означає, що доводиться покладатися на людей з власними інтересами, як це зазвичай буває з джерелами, і це приваблює людей, які вірять у змови. Значна частина роботи розвідки полягає у встановленні зв'язків — це певна професійна вада».
Критика Гершa та його джерел відновилася після його статті 2017 року про хімічну атаку в Хан-Шейхуні, опублікованої у Die Welt після того, як редакторка LRB Мері-Кей Вілмерс сказала йому, що вона «не хоче, щоб її звинуватили в надмірній проросійськості та просирійськості». А також після його публікації 2023 року про диверсію на «Північному потоці», яку він самостійно оприлюднив на Substack, посилаючись лише на одне анонімне джерело. Пізніше у 2023 році, після того як Герш процитував нібито американського чиновника, який охарактеризував Президента України Володимира Зеленського як «бідного сироту в нижній білизні» — переклад ідіоматичного російського виразу, який не є типовим для англійської мови — деякі коментатори припустили, що джерелом Гершa насправді могла бути російськомовна особа.

## Нагороди та відзнаки
Журналістські та видавничі нагороди Сеймура Герші включають Пулітцерівську премію 1970 року, п’ять премій Джорджа Полка, дві Національні премії журналу, а також понад десятка інших відзнак за розслідувальну журналістику:
- 1969: Спеціальна премія Джорджа Полка[99] та премія Ворта Бінгема за розслідувальну журналістику[100] за висвітлення різанини в Мі Лай (Dispatch News Service)
- 1970: Пулітцерівська премія за міжнародне репортаж[101] та Sigma Delta Chi Distinguished Service Award,[102] за репортажі про різанину в Мі Лай
- 1973: Премія Джорджа Полка за розслідувальну журналістику[99] та Scripps‑Howard Public Service Award,[102] за висвітлення операції «Меню» (The New York Times)
- 1974: Премія Джорджа Полка за національне репортажування за висвітлення операції «Хаос» (The New York Times)[99]
- 1975: премія Гіллмана за газетний репортаж, за висвітлення операції «Хаос»[103]
- 1981: Премія Джорджа Полка за національне репортажування (разом з Джеффом Гертем і Філіпом Таубманом)[99] та Sigma Delta Chi Award,[102] за висвітлення продажів зброї в Лівію колишніми співробітниками ЦРУ (The New York Times)
- 1983: Премія Кола критиків книги за нехудожню літературу, премія газети Los Angeles Times за біографію[104] та премія Investigative Reporters & Editors за книгу The Price of Power: Kissinger in the Nixon White House
- 1984: премія Гіллмана за книжковий репортаж, за книгу The Price of Power: Kissinger in the Nixon White House[103]
- 1992: премія Investigative Reporters & Editors за книгу The Samson Option[104]
- 2004: Національна премія журналу за суспільний інтерес, за статті про адміністрацію президента Джорджа Буша в переддень Іракська війна (The New Yorker);[98] премія Джорджа Полка за репортажі в журналі,[99] премія Джо і Лорі Дайн[105] та National Press Foundation Kiplinger Distinguished Contributions to Journalism Award,[98] премія Летел’є–Моффіт за права людини,[106] та грант «Леннон–Оно» за мир,[107] за висвітлення зловживань та катувань у в’язниці Абу-Ґрайб (The New Yorker); Премія Джорджа Орвелла за обидві статті[108]
- 2005: Національна премія журналу за суспільний інтерес, за матеріали про катування в Абу-Ґрайб;[98] премія мужності Ridenhour[109]
- 2009: Founders Award for Excellence in Journalism від International Center for Journalists[110]
- 2017: премія Сема Адамса[111]

## Публікації

### Книги
- Герш, Сеймур М. (1968). Chemical and Biological Warfare: America's Hidden Arsenal. Індіанаполіс: Bobbs-Merrill. ISBN 978-0-261-63150-2. — *укр. Хімічна та біологічна зброя: Прихований арсенал Америки*
- ——— (1970). My Lai 4: A Report on the Massacre and Its Aftermath. Нью-Йорк: Random House. ISBN 978-0-394-43737-8. — *укр. Мі Лай 4: Звіт про різанину та її наслідки*
- ——— (1972). Cover-Up: The Army's Secret Investigation of the Massacre at My Lai 4. Нью-Йорк: Random House. ISBN 978-0-394-47460-1. — *укр. Приховування: Таємне розслідування армії щодо різанини в Мі Лай 4*
- ——— (1983). The Price of Power: Kissinger in the Nixon White House. Нью-Йорк: Summit Books. ISBN 978-0-671-44760-1. — *укр. Ціна влади: Кіссінджер у Білому домі Ніксона*
- ——— (1986). The Target Is Destroyed: What Really Happened to Flight 007 and What America Knew About It. Нью-Йорк: Random House. ISBN 978-0-394-54261-4. — *укр. Ціль знищено: Що насправді сталося з рейсом 007 і що знала Америка*
- ——— (1991). The Samson Option: Israel's Nuclear Arsenal and American Foreign Policy. Нью-Йорк: Random House. ISBN 978-0-394-57006-8. — *укр. Варіант Самсона: Ядерний арсенал Ізраїлю та зовнішня політика США*
- ——— (1997). The Dark Side of Camelot. Бостон: Little, Brown & Company. ISBN 978-0-316-35955-9. — *укр. Темна сторона Камелота*
- ——— (1998). Against All Enemies: Gulf War Syndrome: The War Between America's Ailing Veterans and Their Government. Нью-Йорк: Ballantine Books. ISBN 978-0-345-42748-9. — *укр. Проти всіх ворогів: Синдром війни в Перській затоці — війна між хворими ветеранами Америки та їх урядом*
- ——— (2004). Chain of Command: The Road from 9/11 to Abu Ghraib. Нью-Йорк: HarperCollins. ISBN 978-0-06-019591-5. — *укр. Ланцюг командування: Шлях від 11 вересня до Абу-Грейб*
- ——— (2016). The Killing of Osama Bin Laden. Лондон: Verso Books. ISBN 978-1-78478-436-2. — *укр. Убивство Осами бін Ладена*
- ——— (2018). Reporter: A Memoir. Нью-Йорк: Alfred A. Knopf. ISBN 978-0-307-26395-7. — *укр. Репортер: Мемуари*

### Статті
- Статті про різанину в Мі Лай (St. Louis Post-Dispatch; 13, 20 і 25 листопада 1969)
- Зібрані статті для The New Yorker (1971–2015)
- Зібрані статті для The Atlantic (1982–1994)
- Зібрані статті для London Review of Books (2013–2019)